# Sala Dois
Sala Dois é o quarto álbum de estúdio da banda de pop rock Zimbra. Lançado em março de 2022, o disco marca a entrada da banda na gravadora Midas Music. A obra possui dez faixas, sendo nove inéditas e uma releitura em formato acústico de "Viva", maior clássico do grupo.
O nome "Sala Dois" tem alguns significados importantes pra banda. Os integrantes contam que estão numa nova fase pra banda, já que estão dentro de uma gravadora, e a trilogia de álbuns que lançaram até então seria a 'sala um'. Também, boa parte do álbum foi gravado na sala dois do estúdio da Midas Music.
Juntamente com o álbum, foi lançado um vídeo clipe da música "Último Dia (Me Lembra)", gravado no Pico do Olho D'Água, em Mairiporã.

## História
A chegada da Zimbra na Midas Music aconteceu no final de 2020, através do produtor Andherson Niko Miguez que já acompanhava a banda fazia um tempo, pois a banda ensaiava num estúdio próximo onde ele trabalhava no começo de sua carreira. Em 2021, longe dos palcos por conta da pandemia de Covid-19, a banda aproveitou para compor e gravar novas canções, os 4 integrantes entraram no estúdio da Midas Music pra gravar alguns singles que acabariam entrando no quarto álbum do grupo.
O disco é uma marca em diversos aspectos, a primeira vez da banda em uma gravadora, a volta aos estúdios e às turnês depois de meses de isolamento por conta da Pandemia de Covid-19. "Eu acho que talvez tenha sido o trabalho que a gente fez com mais energia, por ser o primeiro trampo dentro da gravadora, depois de dois anos sem fazer nada, num período que a gente tava desanimado." conta Bola. A banda pontua que diferente das outras vezes, com trabalhos independentes, que eles chegavam no estúdio apenas para gravar, dessa vez tiveram que sair da zona de conforto e 'montar' e trabalhar no álbum dentro de estúdio, com a criação de arranjos do zero e algumas visões externas.

## Influências
Bola diz que a principal influência foram eles mesmos, apesar de reconhecer que existam influências externas, "Depois de muito tempo tocando juntos, apesar da gente ter influências e referências desde que a gente começou a tocar, é inevitável a gente achar que a gente tá reinventado a roda ou fazendo alguma coisa muito original ou diferente, mas é muito difícil a gente fazer isso em 2022." O álbum pega o melhor de cada álbum da primeira fase da banda e reúne em uma só obra. O baterista Pedro Furtado diz que não sente uma necessidade grande de se reinventar pra criar uma nova sonoridade, que prefere fortalecer a sua identidade para desenvolver maturidade no som.

## Faixas
Todas as composições creditadas à Rafael Costa, vocalista da banda.
| N.º            | Título                   | Primeira Aparição        | Duração |  |
| 1.             | "Abismo"                 |                          | 3:05    |  |
| 2.             | "Lá"                     |                          | 2:43    |  |
| 3.             | "Mundo Ao Contrário"     |                          | 2:52    |  |
| 4.             | "As Coisas São Como São" |                          | 2:47    |  |
| 5.             | "Vida Num Segundo"       |                          | 2:47    |  |
| 6.             | "Acaso"                  |                          | 2:33    |  |
| 7.             | "Último Dia (Me Lembra)" |                          | 3:22    |  |
| 8.             | "Recomeçar"              |                          | 2:56    |  |
| 9.             | "Quem Era Eu"            |                          | 2:53    |  |
| 10.            | "Viva - acústico"        | O Tudo, o Nada e o Mundo | 3:18    |  |
| Duração total: | Duração total:           | Duração total:           | 29:21   |  |

## Ficha Técnica

### Performance
- Rafael Costa (Bola) - Voz Principal, Guitarra, Violão
- Vitor Fernandes - Guitarra, Voz de Apoio
- Guilherme Goes - Baixo
- Pedro Furtado - Bateria

### Produção
- Rick Bonadio - Produção, Direção Geral, Direção Artística, Masterização, Mixagem
- Andherson NIko Miguez - Produção e Mixagem